# Дін Орніш

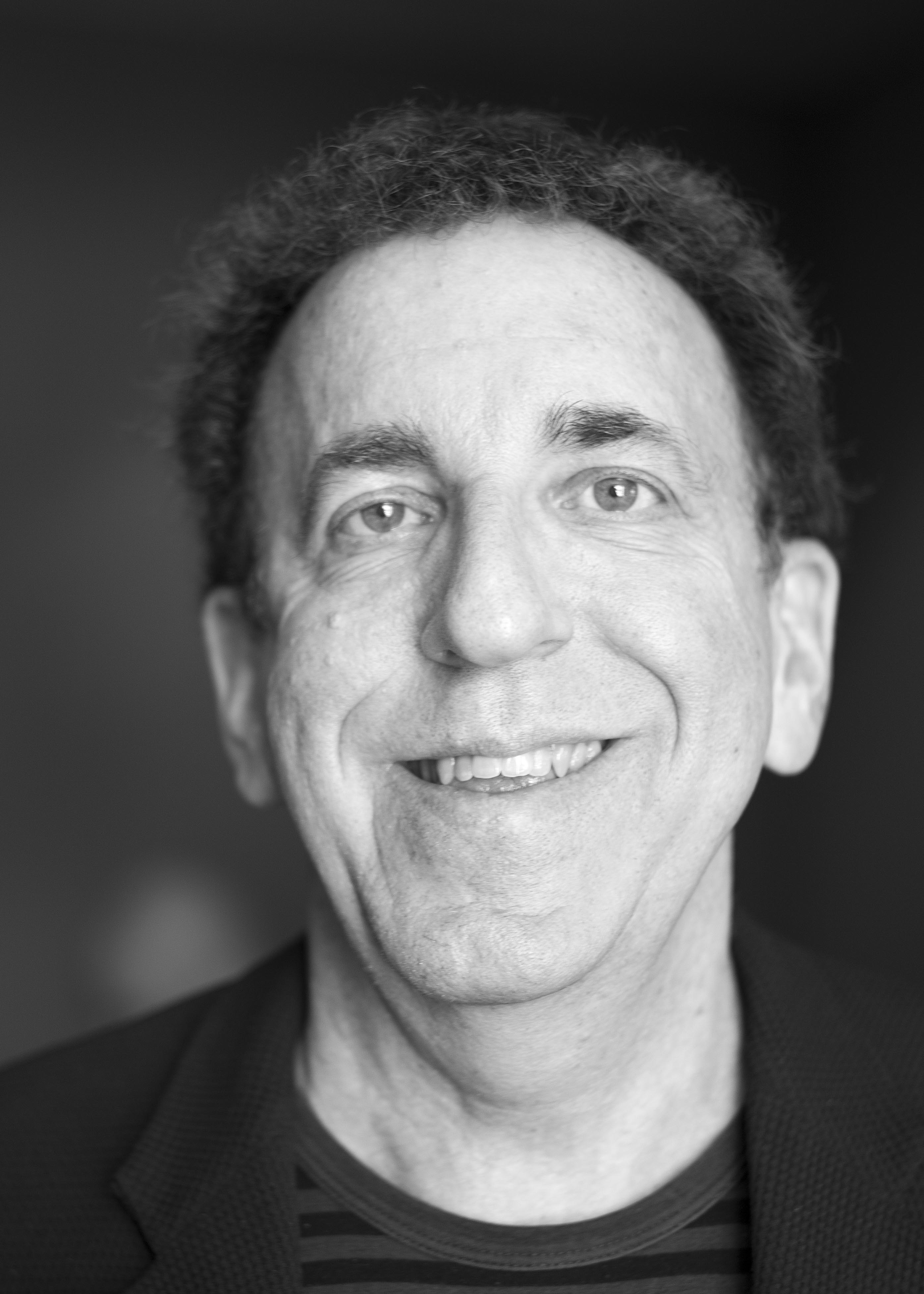

Дін Майкл Орніш (нар. 16 липня 1953 року) — американський медик і дослідник. Президент та засновник некомерційного Науково-дослідного інституту профілактичної медицини в Саусаліто, штат Каліфорнія, і професор клінічної медицини Каліфорнійського університету у Сан-Франциско. Автор «Програми доктора Діна Орніша, присвяченої профілактиці хвороби серцевої недостатності: Їжте і худніть», він відомий прихильник дієт та змін способу життя для лікування та профілактики захворювань серця. 

## Особисте життя
Орніш, уродженець Далласа, штат Техас, випускник Далласської вищої школи Hillcrest. Він здобув ступінь бакалавра мистецтв з відзнакою факультету гуманітарних наук університету штату Техас в Остіні.  Він здобув ступінь Доктора медичних наук в Бейлорському медичному коледжі, був фахівцем клінічної медицини в Гарвардській медичній школі.

## Професійна підготовка
Орніш відомий своїм підходом до профілактики  ішемічної хвороби серця та інших хронічних захворювань. Він стверджує, що важливо змінити спосіб життя, перейшовши на рослинну дієту , припинити курити та додати помірне навантаження, і навчитися справлятися з стресом (можна розпочати заняття з йоги та медитації). Орніш не є прихильником строгої вегетаріанської дієти; програма дозволяє споживання продуктів тваринного походження.
З 1970 по 1990 рр. Орніш та інші досліджували вплив дієти та рівня стресу на людей із серцево-судинними захворюваннями. Дослідження, опубліковані в наукових журналах, стали основою "Програми, присвяченої профілактиці хвороби серцевої недостатності" Орніша. Вона поєднує дієту, медитації, тренування і в 1993 році стала першою нехірургічною, нефармацевтичною терапією серцевих захворювань. За винятком мануальної терапії, це була перша альтернативна медична техніка, яку не викладали в традиційних навчальних програмах медичної школи.
Орніш протягом 16 років співпрацював з центрами медичного страхування "Madicare" та державної програми медичної допомоги "Medicaid", щоб створити нову категорію - інтенсивну реабілітацію серця, яка зосереджує увагу на зміні способу життя. У 2010 році компанія з медичного страхування "Medicare" почала відшкодовувати витрати на програму Орніша для людей, які страждали від серцевих нападів, болю у грудях, перенесли операцію шунтування коронарних судин. На додаток до програми Орніша, Medicare та Medicaid виплачують страхування за програми з інтенсивної реабілітації серця, створені Центром довголіття імені дієтолога Прітайкіна та Інститутом медицини Бенсона-Генрі при Загальноклінічній лікарні штату Массачусетс.
Орніш був лікарем-консультантом колишнього президента Білла Клінтона з 1993 року, він першим попросив Хілларі Клінтон проконсультуватися з шеф-кухарями Білого дому та особистого літака президента Air Force One. У 2010 році, після коронарного шунтування колишнього президента, Клінтон, натхненний Орнішем, почав дотримуватись рослинної дієти.
У 2011 році Барак Обама включив Орніша  до Консультативної групи з питань профілактики та охорони здоров'я.

## Розбіжність думок
У березні 2015 року газета"The New York Times" опублікувала "Міф про білкові дієти", стаття критикує дієти Орніша з високим вмістом тваринних жирів та білків. Автор Мелінда Веннер Мойєр відповіла Орнішу в американському науково-популярному журналі "Scientific American"; розкритикувала наукові та дієтичні рекомендації Орніша, заявивши, що він використовував оманливу статистику. Орніш відстоював свою точку зору, посилаючись на ряд досліджень, які стверджували, що Мойєр помиляється стосовно статистики, яку він наводив. У відповідь Мойєр написала ще одну статтю, критикуючи аргументи Орніша: "Дієта Орніша могла б бути удосконаленим варіантом американської дієти, якби люди могли б реально дотримуватися її довгостроково. Але його твердження про небезпеку насичених жирів і червоного м'яса виходять за межі науки і в деяких випадках суперечать їй " 

## Зовнішні посилання
- Official site [Архівовано 9 січня 2022 у Wayback Machine.]